# Misael Bueno
Misael Bueno (Três de Maio, 15 de julho de 1994) é um ex-futebolista brasileiro que atuava como meio-campista.

## Carreira
Foi revelado pelo Grêmio, onde foi destaque e capitão nas categorias de base.
Em 2011, o atleta atuou pela Seleção Brasileira sub-17 nos Jogos Panamericanos, Sulamericano e Mundial da categoria.
Em 2012, teve os direitos vendidos ao grupo de investidores dono do Deportivo Maldonado, do Uruguai, e acertou com o Grêmio por empréstimo até o meio de 2014.
Em 2013, Misael vestiu a amarelinha no Sulamericano sub-20.
No mesmo ano, em julho, acertou com o Santos por empréstimo de 2 anos pelo Deportivo Maldonado. Repassado para a base do clube, o jogador marcou o gol do título alvinegro na decisão da Copa do Brasil Sub-20 de 2013, contra o Criciúma.
Em 2014, foi pré-inscrito pelo Alvinegro Praiano na Copa São Paulo de Futebol Júnior, mas acabou cortado da lista oficial de 25 jogadores.
Em março de 2014, se transferiu para o Coritiba.
Em julho de 2019, se transferiu para a Lajeadense, para a disputa da Copa Seu Verardi.